# Breitspurbahn

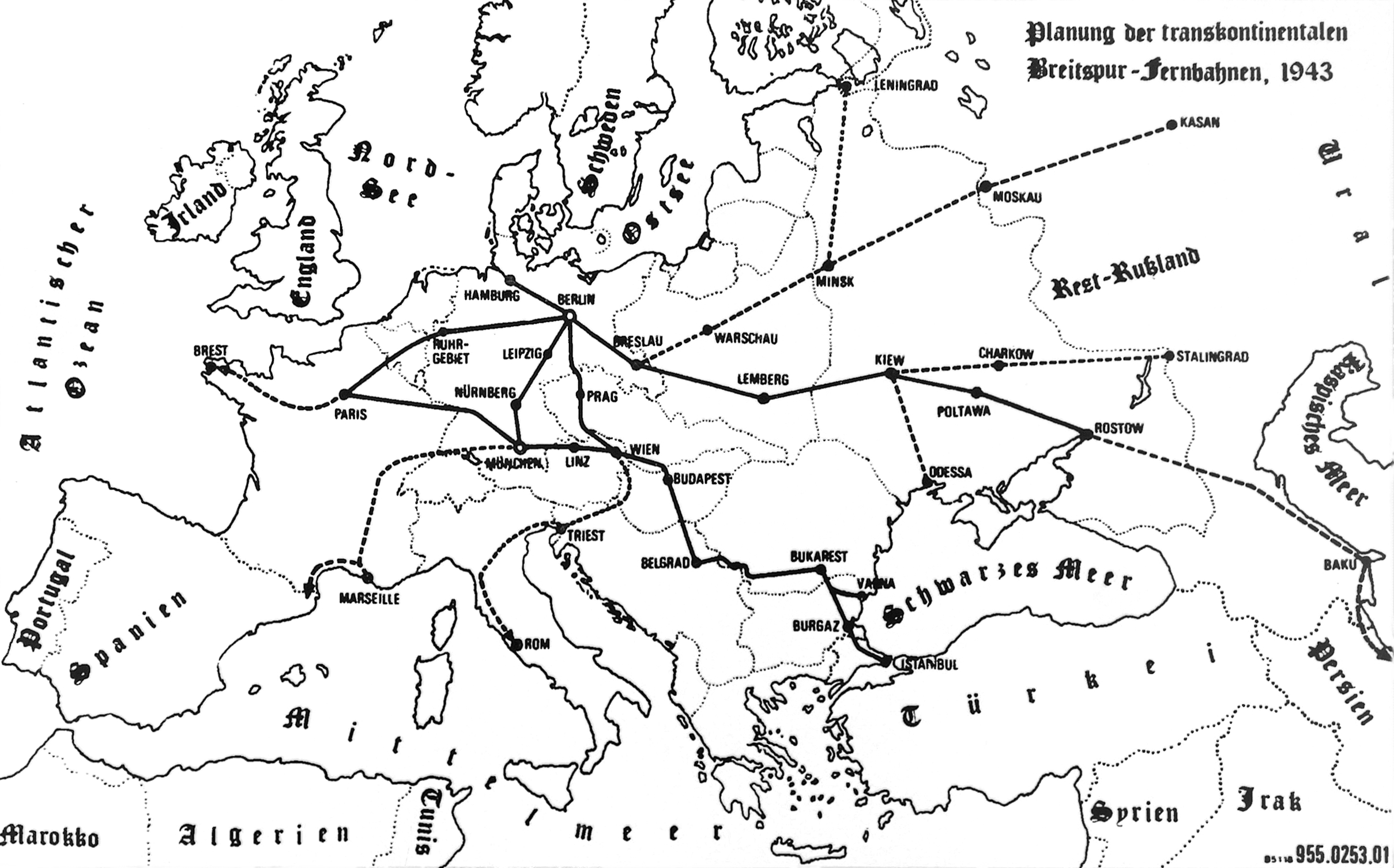
Mapa proponowanych tras w 1943 r.

Diagram porównania rozstawu szyn

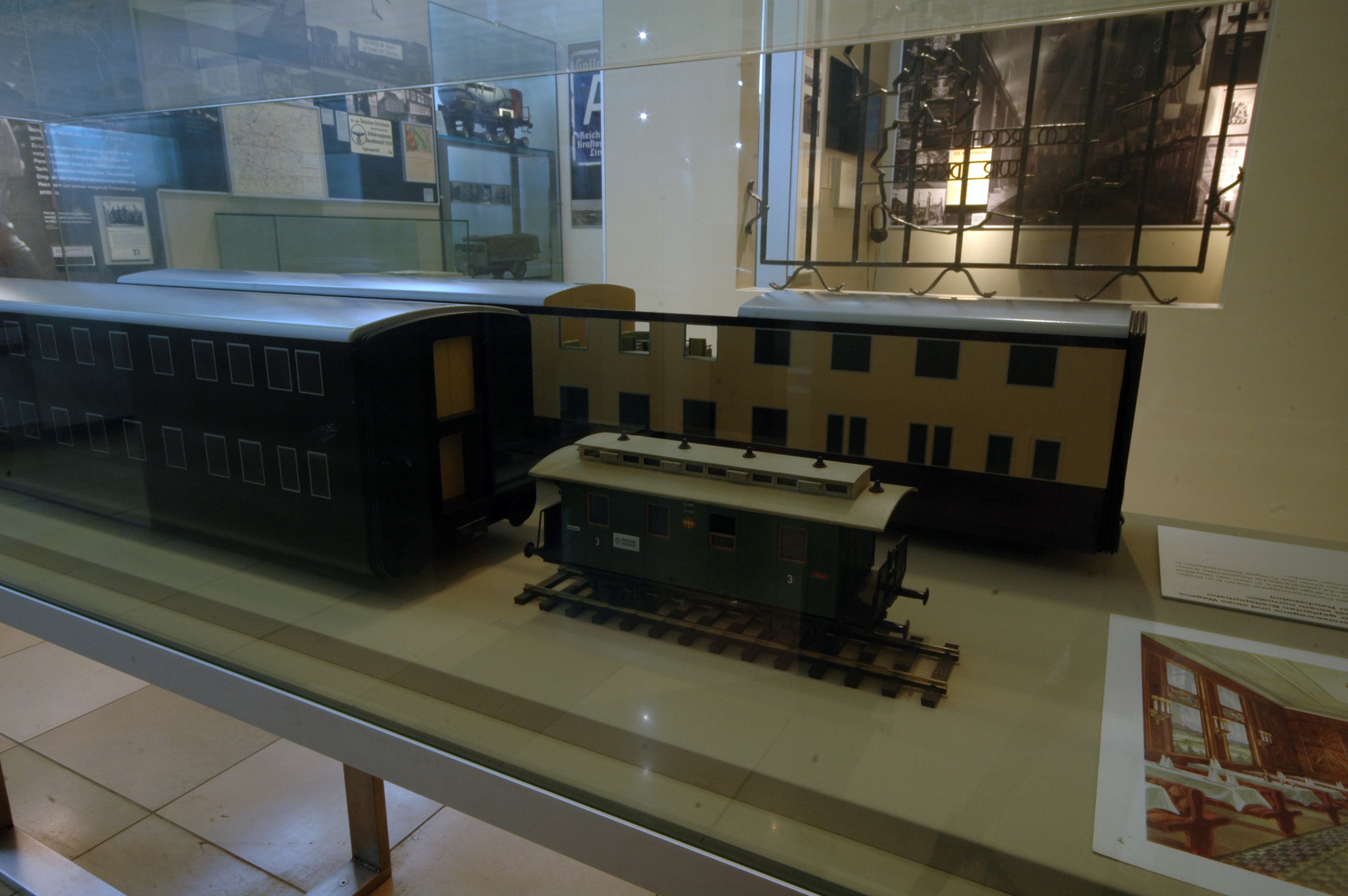
Modele piętrowych wagonów osobowych w DB Museum w Norymberdze. Obok dla porównania model normalnego wagonu.

Breitspurbahn – kolej o rozstawie toru 3000 mm (ponad dwa razy więcej niż standardowa szerokość toru), miała połączyć miasta: Berlin z Monachium, Paryż z Donieckiem przez Berlin, oraz Hamburg z Linzem. Nazwa projektu w języku niemieckim to po prostu kolej szerokotorowa.
Została zaplanowana w 1936 r. przez Alberta Speera na polecenie Adolfa Hitlera. Miały się po niej poruszać pociągi z prędkością do 250 km/h (osobowe) i 100 km/h (towarowe) oraz o obciążeniu do 30 ton na oś. Przewidywane długości składów wynosiły 500 m dla pociągów pasażerskich i 1100–1200 m dla pociągów towarowych. Zostały przygotowane również plany i modele nowych gigantycznych lokomotyw i wielopiętrowych, luksusowych wagonów wykończonych miedzią i drewnem. Dla robotników przymusowych zamierzano wprowadzić wagony z 480 miejscami stojącymi.

## Propozycje powstania kolei
- Wschód-Zachód: Rostów nad Donem – Donieck – Połtawa – Kijów – Lwów – Kraków – Katowice – Wrocław – Chociebuż – Welthauptstadt Germania (Berlin) – Hanower – Bielefeld – Zagłębie Ruhry – Akwizgran – Liège – Saint-Quentin – Paryż
- Północ-Wschód: Hamburg – Wittenberge – Welthauptstadt Germania (Berlin) – Lipsk – Gotha – Bamberg – Norymberga – Monachium – Simbach am Inn – Linz – Wiedeń – Bratysława – Budapeszt – Belgrad – Bukareszt – Warna/Burgas – Stambuł
- Północ-Południe równoległa: Welthauptstadt Germania (Berlin) – Drezno – Uście nad Łabą – Praga – Igława – Znojmo – Wiedeń – Triest – Rzym
- Wschód-Zachód II: Monachium – Augsburg – Stuttgart – Karlsruhe – Metz – Reims – Paryż – Marsylia – Hiszpania